# Distretto di Saghar
Il distretto di Saghar è un distretti dell'Afghanistan situato nella parte sudoccidentale della provincia del Ghowr, con centro distrettuale Titan (situata a 2.166 m s.l.m. presso il villaggio di Saghar, da cui prende nome il distretto).
La popolazione conta 33.700 persone.
Come gli altri distretti dell'Afghanistan centrale, anche quello di Shagar soffre di lunghi e freddi inverni e di siccità nel periodo estivo.